# تاج خورشیدی

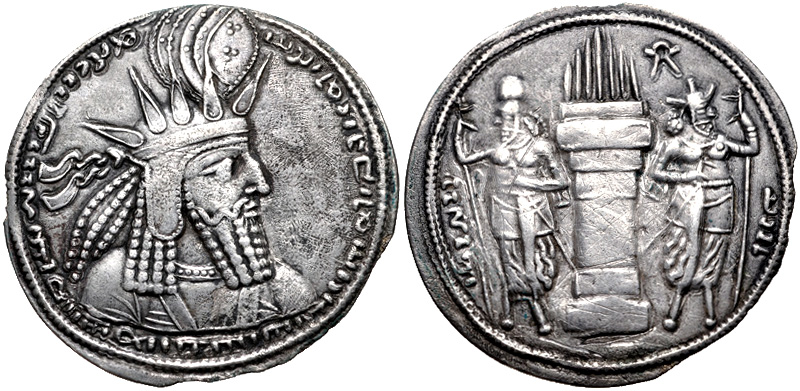
سکه بهرام اول ، شاهنشاه ساسانی. اواخر قرن سوم پس از میلاد، ضرابخانه تیسفون.

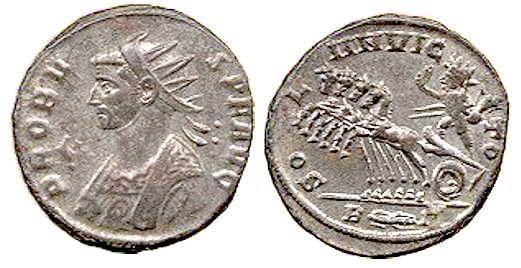
سکه امپراتور روم پروبوس، در حدود ۲۸۰: هر دو پروبوس و سول اینویکتوس، ارابه خود را تاج خورشیدی می‌رانند.

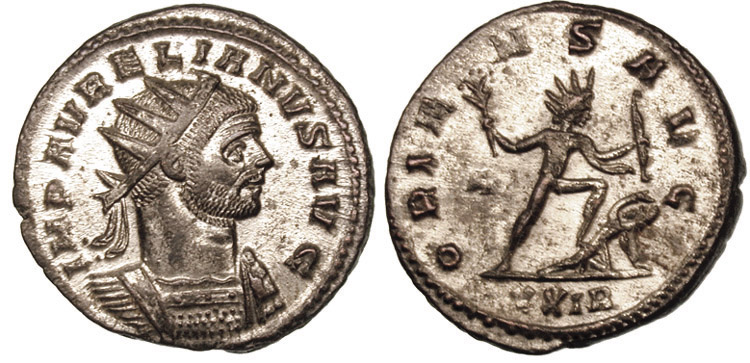
سکه اورلیان امپراتور روم، ۲۷۴–۲۷۵: اورلیان و سول اینویکتوس تاج خورشیدی بر سر دارند.

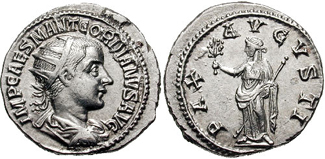
سکه گوردین سوم امپراتور روم، قرن ۲۴۰ بعد از میلاد: گوردیان سوم (به شکل نمایه در جلو نشان داده شده‌است) تاج خورشیدی بر سر دارد.

تاج خورشیدی، به تاج، حلقهٔ گل، دیهیم یا دیگر سرپوش‌هایی گفته می‌شود که نماد خورشید یا به‌طور کلی قدرت‌های مرتبط با خورشید بر آن‌ها وجود دارد. به این نوع تاج، تاج شرقی هم گفته‌اند.
جدا از شکل مصری باستان آن که به صورت قرصی بین دو شاخ بود، بقیه این نوع تاج‌ها با تعدادی سیخ‌مانند (فلزی) باریک که از سر فرمانروا به سمت بیرون می‌رود، شکل می‌گیرد تا نشانه‌ای برای پرتوهای خورشید باشد. این پرتوها ممکن است مسطح و هم‌تراز با دایره تاج باشند یا با آن زوایای قائم درست کنند.
تاج شاهنشاهان ماد،اشکانی،هخامنشی و ساسانی برگرفته از همین دیدگاه فلسفی ایرانیان و گسترش آن به سایرین میباشد.

## پیشینه
در مصر باستان، تاج خورشیدی به صورت قرصی ساخته می‌شد که قاب‌بندی آن با شاخ قوچ یا گاو صورت می‌گرفت. در شمایل مصری این گونه تاج بر سر ایزدانی چون حوروس (به شکل خورشیدی یا سر شاهین)، و حاثور و ایزیس دیده می‌شود. گاه فرعون‌ها هم تاج خورشیدی بر سر می‌گذاشتند.
در مصر بطلمیوسی، تاج خورشیدی به صورت یک دیهیم خورشیدی بود، که از نمونه‌ای الگو گرفته بود که بر سر اسکندر مقدونی دیده می‌شود. این نماد که هلیوس، ایزد خورشید، را تجسم می‌کرد از میانه‌های سده دوم قبل از میلاد به‌کار می‌رفت. شکل آن شاید تحت تأثیر تماس با امپراتوری شونگا در هند شکل گرفته باشد و یک نمونه یونانی-باختری آن در استوپای بزرگ بهارهوت به تصویر کشیده شده‌است. اولین فرمانروای مصر که با این نوع از تاج خورشیدی نشان داده شد، بطلمیوس سوم اورگیت (۲۴۶–۲۲۲ قبل از میلاد) بود.
در امپراتوری روم، تاج خورشیدی توسط امپراتوران روم، به ویژه در ارتباط با فرقه سول اینویکتوس، استفاده می‌شد که آن هم تحت تأثیر تصاویر مشابه از اسکندر بود. اگرچه تصویر این‌گونه تاج بر روی سکه‌های آگوستوس پس از اعلام «خدایی‌شدنش» و پس از مرگ او، و بر روی دست‌کم یک سکه نرون، در حالی که زنده بود، نشان داده شده، تاج خورشیدی تنها در قرن سوم روی سکه‌ها متداول و معمول شد. تواریخ می‌گویند که گالینوس یک تاج خورشیدی را در ملاء عام بر سر می‌گذاشت. تاج خورشیدی که توسط کنستانتین، اولین امپراتوری که به مسیحیت گروید، بر سر گذاشته می‌شد و به عنوان نماد " ناخن مقدس " تفسیر شده‌است.
خیلی بعد، تاج خورشیدی را تجسمی از آزادی درنظر گرفتند؛ معمولاً به شکل دایره ای با پرتوهایی که در جهات مختلف تابیده‌اند. این برای اولین بار در مُهر بزرگ فرانسه از سال ۱۸۴۸ (و تحت جمهوری‌های بعدی فرانسه) ظاهر شد و نمونه بارز آن در مجسمه آزادی نیویورک دیده می‌شود.. از دوره رنسانس در غول رودس، مجسمه هلیوس اغلب با چنین تاجی نشان داده می‌شد، اگرچه ظاهر آن اکنون نامشخص است.